# Tipula (Eremotipula) middlekauffi
Tipula (Eremotipula) middlekauffi is een tweevleugelige uit de familie langpootmuggen (Tipulidae). De soort komt voor in het Nearctisch gebied.